# ダイヤモンドステークス
ダイヤモンドステークスは、日本中央競馬会（JRA）が東京競馬場で施行する中央競馬の重賞競走（GIII）である。
競走名の「ダイヤモンド（Diamond）」は炭素原子からなる鉱物で、創設当初の開催時期であった4月の誕生石に由来している。

## 概要
1951年に5歳（現4歳）以上の馬による重賞競走として創設。当初は中山競馬場の芝2600mで4月に行われていたが、1965年から芝3200mに延長、2004年からは芝3400mでの施行となり、JRAで行われる競走としては「ステイヤーズステークス」に次ぐ長距離の競走となった。
施行時期や施行場は幾度かの変遷を経た後、1997年からは2月に東京競馬場で行われるようになった。負担重量も創設時は別定だったが、1952年からハンデキャップとなり現在に至っている。
外国産馬は1992年から、外国馬は2006年から、地方競馬所属馬は2020年からそれぞれ出走可能になった。

### 競走条件
以下の内容は、2025年現在のもの。
出走資格：サラ系4歳以上
- JRA所属馬
- 地方競馬所属馬（認定馬のみ、2頭まで）
- 外国調教馬（優先出走）
- 2022年2月19日以降2023年2月12日まで1回以上出走馬

負担重量：ハンデキャップ

### 賞金
2025年の1着賞金は4300万円で、以下2着1700万円、3着1100万円、4着650万円、5着430万円。

## 歴史
- 1951年 - 5歳以上の馬による重賞競走として創設、中山競馬場の芝2600mで施行[3]。
- 1952年 - 負担重量をハンデキャップに変更[3]。
- 1959年 - 「皇太子殿下御成婚祝賀」の副称をつけて施行[5]。
- 1972年 - 流行性の馬インフルエンザの影響で5月に順延開催。
- 1984年 - グレード制施行によりGIII[注 1]に格付け[3]。
- 1992年 - 混合競走に指定され、外国産馬が出走可能になる[5]。
- 2001年 - 馬齢表示の国際基準への変更に伴い、競走条件を「4歳以上」に変更。
- 2006年 - 国際競走に変更され、外国調教馬が4頭まで出走可能になる[6]。
- 2007年 - 国際セリ名簿基準委員会(ICSC)の勧告により、格付表記をJpnIIIに変更[8]。
- 2009年
  - 外国調教馬の出走枠が8頭に拡大[9]。
  - 格付表記をGIII（国際格付）に変更[9]。
- 2020年 - 特別指定交流競走に指定され、地方競馬所属馬が2頭まで出走可能になる[10][11]。
- 2021年 - 新型コロナウイルス感染拡大防止のため「無観客競馬」として実施[12]。

### 歴代優勝馬
距離はすべて芝コース。
優勝馬の馬齢は、2000年以前も現行表記に揃えている。
| 回数   | 施行日        | 競馬場 | 距離  | 優勝馬             | 性齢 | タイム | 優勝騎手       | 管理調教師 | 馬主                           |
| ------ | ------------- | ------ | ----- | ------------------ | ---- | ------ | -------------- | ---------- | ------------------------------ |
| 第1回  | 1951年4月8日  | 中山   | 2600m | コマオー           | 牡5  | 2:52.3 | 橋本輝雄       | 久保田彦之 | 鈴木一平                       |
| 第2回  | 1952年4月13日 | 中山   | 2600m | イカホダケ         | 牡5  | 2:51.1 | 二本柳俊夫     | 斎藤籌敬   | 大森館                         |
| 第3回  | 1953年4月19日 | 中山   | 2600m | タカハタ           | 牝4  | 2:44.4 | 保田隆芳       | 尾形藤吉   | 川内安忠                       |
| 第4回  | 1954年4月11日 | 中山   | 2600m | ミネノスガタ       | 牡4  | 2:43.3 | 坂本栄三郎     | 橋本輝雄   | 富田常雄                       |
| 第5回  | 1955年4月17日 | 中山   | 2600m | タカギク           | 牡4  | 2:53.4 | 二本柳俊夫     | 杉浦照     | 松岡きく                       |
| 第6回  | 1956年4月15日 | 東京   | 2500m | オートキツ         | 牡4  | 2:37.2 | 二本柳俊夫     | 大久保房松 | 川口鷲太郎                     |
| 第7回  | 1957年4月14日 | 中山   | 2600m | トシワカ           | 牡4  | 2:47.2 | 古山良司       | 久保田彦之 | 相馬恵胤                       |
| 第8回  | 1958年4月13日 | 中山   | 2600m | マサタカラ         | 牡4  | 2:48.3 | 伊藤竹男       | 古賀嘉蔵   | 西博                           |
| 第9回  | 1959年4月12日 | 中山   | 2600m | アヤノボル         | 牡4  | 2:43.4 | 梶与四松       | 稲葉幸夫   | 佐藤弘嘉                       |
| 第10回 | 1960年4月10日 | 中山   | 2600m | カネチカラ         | 牡4  | 2:45.9 | 森安弘明       | 阿部正太郎 | 金指吉昭                       |
| 第11回 | 1961年4月2日  | 中山   | 2600m | ホマレボシ         | 牡4  | 2:45.1 | 八木沢勝美     | 稗田敏男   | 川口文子                       |
| 第12回 | 1962年3月25日 | 中山   | 2600m | グランドタイム     | 牡4  | 2:45.2 | 伊藤竹男       | 中野吉太郎 | 高橋丑太郎                     |
| 第13回 | 1963年3月31日 | 中山   | 2600m | ヤマノオー         | 牡4  | 2:42.9 | 古山良司       | 内藤潔     | 山口米吉                       |
| 第14回 | 1964年3月8日  | 中山   | 2600m | キクノヒカリ       | 牡4  | 2:48.3 | 梶与四松       | 稲葉秀男   | 田中君子                       |
| 第15回 | 1965年4月4日  | 中山   | 3200m | ミハルカス         | 牡5  | 3:23.3 | 菅原泰夫       | 小西喜蔵   | 平井太郎                       |
| 第16回 | 1966年3月27日 | 中山   | 3200m | ヤマドリ           | 牡5  | 3:25.9 | 森安弘明       | 森末之助   | 清水友太郎                     |
| 第17回 | 1967年5月28日 | 中山   | 3200m | コレヒデ           | 牡5  | 3:24.5 | 保田隆芳       | 尾形藤吉   | 千明康                         |
| 第18回 | 1968年3月31日 | 中山   | 3200m | オノデンオー       | 牡4  | 3:27.6 | 沢峰次         | 松山吉三郎 | 小野仁助                       |
| 第19回 | 1969年3月30日 | 中山   | 3200m | スピードシンボリ   | 牡6  | 3:36.4 | 野平祐二       | 野平省三   | 和田共弘                       |
| 第20回 | 1970年3月29日 | 中山   | 3200m | ダイシンボルガード | 牡4  | 3:27.1 | 大崎昭一       | 柴田寛     | 高橋金次                       |
| 第21回 | 1971年3月28日 | 中山   | 3200m | スピーデーワンダー | 牡5  | 3:21.8 | 岡部幸雄       | 富田六郎   | 石坂達也                       |
| 第22回 | 1972年5月21日 | 中山   | 3200m | バンライ           | 牡4  | 3:23.5 | 伊藤栄         | 中村広     | ホースマンクラブ               |
| 第23回 | 1973年4月1日  | 中山   | 3200m | トーヨーアサヒ     | 牡4  | 3:21.0 | 小島太         | 古山良司   | （有）トーヨークラブ           |
| 第24回 | 1974年3月31日 | 中山   | 3200m | ゴールドロック     | 牡4  | 3:25.2 | 柴田政人       | 稗田敏男   | 松本兼吉                       |
| 第25回 | 1975年3月30日 | 中山   | 3200m | ヒカルジンデン     | 牡4  | 3:23.4 | 柴田政人       | 高松三太   | 黒岩統治郎                     |
| 第26回 | 1976年4月4日  | 中山   | 3200m | フジノパーシア     | 牡5  | 3:26.0 | 大崎昭一       | 柴田寛     | 真田繁次                       |
| 第27回 | 1977年4月3日  | 中山   | 3200m | トウショウロック   | 牡6  | 3:24.2 | 中島啓之       | 阿部正太郎 | トウショウ産業（株）           |
| 第28回 | 1978年4月2日  | 中山   | 3200m | トウフクセダン     | 牡5  | 3:24.7 | 宮田仁         | 大久保末吉 | 井上芳春                       |
| 第29回 | 1979年4月1日  | 中山   | 3200m | スリージャイアンツ | 牡4  | 3:21.2 | 小島太         | 境勝太郎   | 松岡正雄                       |
| 第30回 | 1980年3月16日 | 中山   | 3200m | プリテイキャスト   | 牝5  | 3:23.1 | 横山富雄       | 石栗龍雄   | 高田久成                       |
| 第31回 | 1981年4月19日 | 東京   | 3200m | ピュアーシンボリ   | 牡5  | 3:25.6 | 柴田政人       | 野平祐二   | 和田共弘                       |
| 第32回 | 1982年4月25日 | 東京   | 3200m | キョウエイプロミス | 牡5  | 3:19.4 | 柴田政人       | 高松邦男   | 松岡正雄                       |
| 第33回 | 1983年4月24日 | 東京   | 3200m | タカラテンリュウ   | 牡4  | 3:22.4 | 嶋田功         | 佐々木亜良 | 原田さち子                     |
| 第34回 | 1984年1月16日 | 中山   | 3200m | ダイセキテイ       | 牡5  | 3:21.8 | 小林常泰       | 藤原敏文   | （株）新元観光                 |
| 第35回 | 1985年1月15日 | 中山   | 3200m | ホッカイペガサス   | 牡4  | 3:25.5 | 柴田政人       | 野平祐二   | 石田允泉                       |
| 第36回 | 1986年1月15日 | 中山   | 3200m | トレードマーク     | 牡4  | 3:23.5 | 菅野昭夫       | 富田六郎   | 吉山悦子                       |
| 第37回 | 1987年1月31日 | 東京   | 3200m | ドルサスポート     | 牡4  | 3:25.0 | 岡部幸雄       | 内藤一雄   | （有）ターフ・スポート         |
| 第38回 | 1988年1月30日 | 東京   | 3200m | ダイナブリーズ     | 牝5  | 3:23.1 | 岡部幸雄       | 高橋祥泰   | （有）社台レースホース         |
| 第39回 | 1989年1月28日 | 東京   | 3200m | スルーオダイナ     | 牡5  | 3:21.9 | 岡部幸雄       | 矢野進     | （有）社台レースホース         |
| 第40回 | 1990年1月27日 | 東京   | 3200m | スルーオダイナ     | 牡6  | 3:20.1 | 岡部幸雄       | 矢野進     | （有）社台レースホース         |
| 第41回 | 1991年1月26日 | 東京   | 3200m | ノースシャトル     | 騸7  | 3:22.3 | 田中勝春       | 高橋祥泰   | （有）グランド牧場             |
| 第42回 | 1992年2月3日  | 東京   | 3200m | ミスターシクレノン | 牡7  | 3:18.5 | 柴田善臣       | 小林稔     | 藤立啓一                       |
| 第43回 | 1993年1月30日 | 東京   | 3200m | マチカネタンホイザ | 牡4  | 3:16.8 | 岡部幸雄       | 伊藤雄二   | 細川益男                       |
| 第44回 | 1994年1月31日 | 東京   | 3200m | センゴクシルバー   | 牡5  | 3:19.7 | 田中勝春       | 河野通文   | 入倉章                         |
| 第45回 | 1995年1月28日 | 東京   | 3200m | エアダブリン       | 牡4  | 3:17.8 | 岡部幸雄       | 伊藤雄二   | 吉原貞敏                       |
| 第46回 | 1996年1月27日 | 東京   | 3200m | ユウセンショウ     | 牡4  | 3:18.4 | 柴田善臣       | 松元茂樹   | （株）アイテツ                 |
| 第47回 | 1997年2月15日 | 東京   | 3200m | ユウセンショウ     | 牡5  | 3:18.4 | O.ペリエ       | 松元茂樹   | （株）アイテツ                 |
| 第48回 | 1998年2月21日 | 東京   | 3200m | ユーセイトップラン | 牡5  | 3:17.6 | 河内洋         | 音無秀孝   | （有）アサヒクラブ             |
| 第49回 | 1999年2月20日 | 東京   | 3200m | タマモイナズマ     | 牡5  | 3:19.7 | 小原義之       | 小原伊佐美 | タマモ（株）                   |
| 第50回 | 2000年2月13日 | 東京   | 3200m | ユーセイトップラン | 牡7  | 3:17.5 | 後藤浩輝       | 音無秀孝   | （有）アサヒクラブ             |
| 第51回 | 2001年2月11日 | 東京   | 3200m | イブキヤマノオー   | 牡6  | 3:18.0 | O.ペリエ       | 領家政蔵   | （有）伊吹                     |
| 第52回 | 2002年2月10日 | 東京   | 3200m | キングザファクト   | 牡5  | 3:19.8 | 後藤浩輝       | 谷潔       | 西浦和男                       |
| 第53回 | 2003年2月16日 | 中山   | 3200m | イングランディーレ | 牡4  | 3:23.7 | 小林淳一       | 清水美波   | 吉田千津                       |
| 第54回 | 2004年2月15日 | 東京   | 3400m | ナムラサンクス     | 牡5  | 3:31.9 | 渡辺薫彦       | 松永善晴   | 奈村信重                       |
| 第55回 | 2005年2月13日 | 東京   | 3400m | ウイングランツ     | 牡5  | 3:33.5 | 松岡正海       | 高市圭二   | （株）ウイン                   |
| 第56回 | 2006年2月12日 | 東京   | 3400m | マッキーマックス   | 牡6  | 3:30.3 | 藤田伸二       | 藤原英昭   | 薪浦亨                         |
| 第57回 | 2007年2月11日 | 東京   | 3400m | トウカイトリック   | 牡5  | 3:30.6 | C.ルメール     | 松元省一   | 内村正則                       |
| 第58回 | 2008年2月17日 | 東京   | 3400m | アドマイヤモナーク | 牡7  | 3:33.6 | 安藤勝己       | 松田博資   | 近藤利一                       |
| 第59回 | 2009年2月15日 | 東京   | 3400m | モンテクリスエス   | 牡4  | 3:29.4 | 北村宏司       | 松田国英   | 毛利喜昭                       |
| 第60回 | 2010年2月14日 | 東京   | 3400m | フォゲッタブル     | 牡4  | 3:32.6 | 武豊           | 池江泰郎   | 金子真人ホールディングス（株） |
| 第61回 | 2011年2月19日 | 東京   | 3400m | コスモメドウ       | 牡4  | 3:31.9 | A.クラストゥス | 畠山重則   | （有）ビッグレッドファーム     |
| 第62回 | 2012年2月18日 | 東京   | 3400m | ケイアイドウソジン | 牡6  | 3:36.8 | 吉田豊         | 田村康仁   | （株）啓愛義肢材料販売所       |
| 第63回 | 2013年2月16日 | 東京   | 3400m | アドマイヤラクティ | 牡5  | 3:31.9 | 内田博幸       | 梅田智之   | 近藤利一                       |
| 第64回 | 2014年2月22日 | 東京   | 3400m | フェイムゲーム     | 牡4  | 3:30.2 | 北村宏司       | 宗像義忠   | （有）サンデーレーシング       |
| 第65回 | 2015年2月21日 | 東京   | 3400m | フェイムゲーム     | 牡5  | 3:31.9 | 北村宏司       | 宗像義忠   | （有）サンデーレーシング       |
| 第66回 | 2016年2月20日 | 東京   | 3400m | トゥインクル       | 牡5  | 3:37.8 | 勝浦正樹       | 牧田和弥   | 畑佐博                         |
| 第67回 | 2017年2月18日 | 東京   | 3400m | アルバート         | 牡6  | 3:35.2 | R.ムーア       | 堀宣行     | 林正道                         |
| 第68回 | 2018年2月17日 | 東京   | 3400m | フェイムゲーム     | 騸8  | 3:31.6 | C.ルメール     | 宗像義忠   | （有）サンデーレーシング       |
| 第69回 | 2019年2月16日 | 東京   | 3400m | ユーキャンスマイル | 牡4  | 3:31.5 | 岩田康誠       | 友道康夫   | 金子真人ホールディングス（株） |
| 第70回 | 2020年2月22日 | 東京   | 3400m | ミライヘノツバサ   | 牡7  | 3:31.2 | 木幡巧也       | 伊藤大士   | 三島宣彦                       |
| 第71回 | 2021年2月20日 | 東京   | 3400m | グロンディオーズ   | 牡6  | 3:31.2 | 三浦皇成       | 田村康仁   | （有）サンデーレーシング       |
| 第72回 | 2022年2月19日 | 東京   | 3400m | テーオーロイヤル   | 牡4  | 3:30.1 | 菱田裕二       | 岡田稲男   | 小笹公也                       |
| 第73回 | 2023年2月18日 | 東京   | 3400m | ミクソロジー       | 牡4  | 3:29.1 | 西村淳也       | 辻野泰之   | 江馬由将                       |
| 第74回 | 2024年2月17日 | 東京   | 3400m | テーオーロイヤル   | 牡6  | 3:30.2 | 菱田裕二       | 岡田稲男   | 小笹公也                       |
| 第75回 | 2025年2月22日 | 東京   | 3400m | ヘデントール       | 牡4  | 3:32.2 | 戸崎圭太       | 木村哲也   | （有）キャロットファーム       |